# Bahnhof Zollhaus (Nass)
Der Bahnhof Zollhaus war ein Bahnhof an der Aartalbahn in Zollhaus (Rhein-Lahn-Kreis) in Rheinland-Pfalz. Er war Umsteigebahnhof zur Nassauischen Kleinbahn nach St. Goarshausen.
Das Bahnhofsgebäude steht unter Denkmalschutz und wird in der Denkmalliste des Landes Rheinland-Pfalz als spätklassizistisches Empfangsgebäude beschrieben. Das Bauwerk befindet sich an der Ostseite der Bundesstraße 54.

## Geschichte
Das 1870 nach Plänen des Architekten Heinrich Velde errichtete Bahnhofsgebäude verfügte über Fahrkartenschalter, Gepäckabfertigung, einen Warteraum und Dienstwohnungen.
Der Bahnhof Zollhaus war mit fünf Gleisen der größte Güterbahnhof zwischen Diez und Wiesbaden und wurde von den Industriebetrieben der Region als Umschlagplatz genutzt. 1967 errichtete die Deutsche Bundesbahn einen Anbau mit einem Stellwerk, das 1999 stillgelegt wurde. Der Personenverkehr wurde 1986 eingestellt.
Die Anlagen des Bahnhofs wurden inzwischen weitgehend zurückgebaut.
Bei den Reaktivierungsplänen des Zweckverbandes Schienenpersonennahverkehr Rheinland-Pfalz Nord war Zollhaus zunächst als Endbahnhof einer Strecke von Limburg über Diez und Niederneisen geplant. Pläne zu einer Wiederbelebung der Bahnstrecke wurde 2018 vom Landesrechnungshof Rheinland-Pfalz wegen Unwirtschaftlichkeit abgelehnt.

## Kleinbahnhof Zollhaus
Der nicht mit dem Netz der Aartalbahn verbundene Kleinbahnhof Zollhaus auf der gegenüberliegenden Seite der Bundesstraße war Endbahnhof der Züge der Nassauischen Kleinbahn aus St. Goarshausen.